# Centaurium jolivetinum
Centaurium jolivetinum là một loài thực vật có hoa trong họ Long đởm. Loài này được (P.Fourn.) P.Fourn. mô tả khoa học đầu tiên năm 1938.